# Jesus exorcizando ao pôr-do-sol

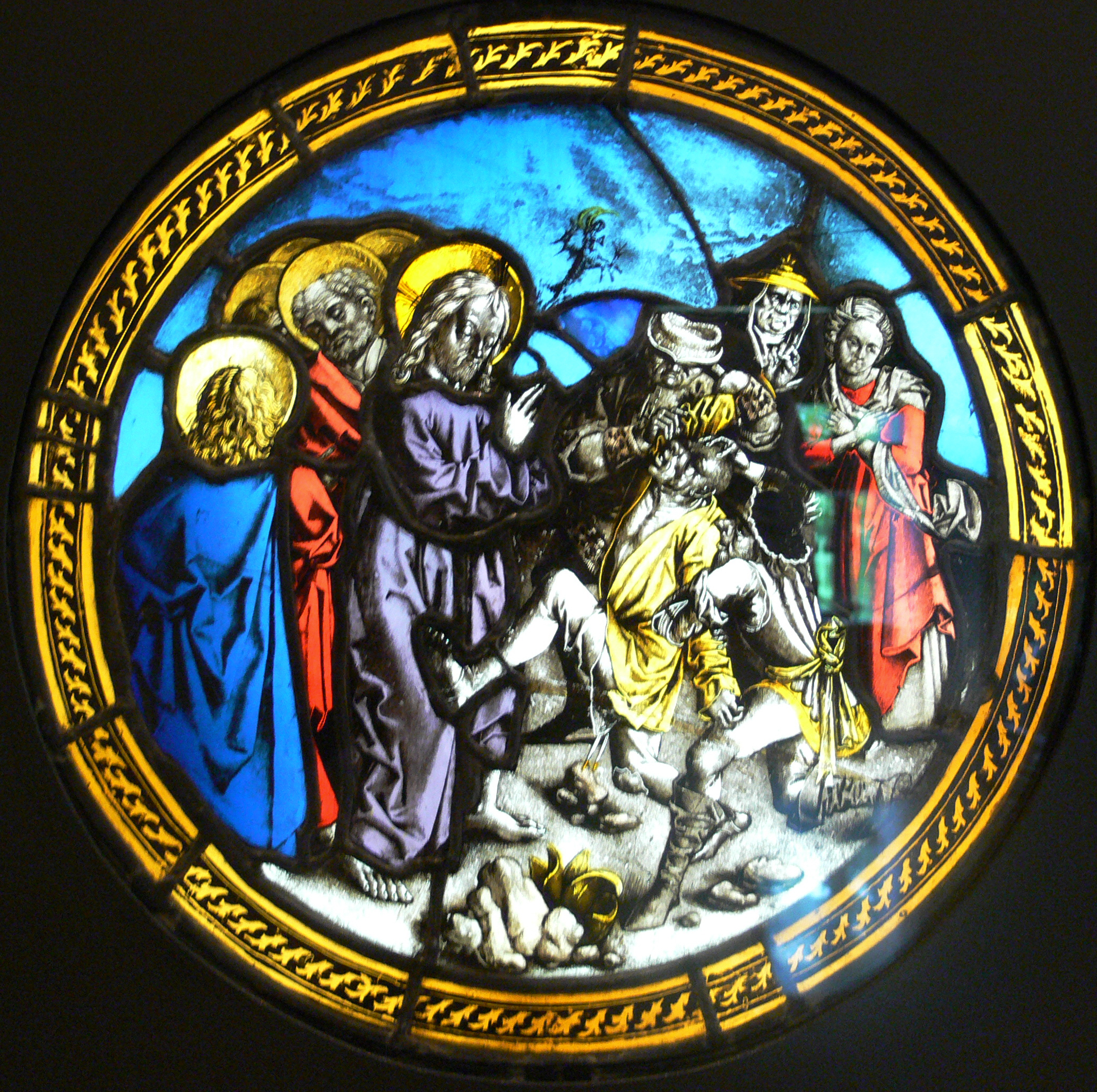
Jesus exorcizando um endemoniado.
Ca. 1480. Vitral no Kunstgewerbemuseum, em Berlim.

Jesus exorcizando ao pôr-do-sol é um dos milagres de Jesus e aparece nos evangelhos logo após a cura da sogra de Pedro, em Mateus 8:16–17, Marcos 1:32–34 e Lucas 4:40–41. De acordo com o relato nos evangelhos, Jesus havia curado a sogra de Pedro e, ao cair da noite, muitos doentes e possuídos por demônios foram trazidos até Ele. Jesus então expulsou-os com uma palavra e curou todos os doentes. O episódio narrado em Mateus é:
| “ | «À tarde trouxeram-lhe muitos endemoninhados; ele com a sua palavra expeliu os espíritos, e curou todos os doentes;para se cumprir o que foi dito pelo profeta Isaías: Ele mesmo tomou as nossas enfermidades e carregou com as nossas doenças.» (Mateus 8:16–17) | ” |

Segundo o trecho, Jesus estaria assim cumprindo a profecia de Isaías: «Verdadeiramente foi ele quem tomou sobre si as nossas enfermidades, e carregou com as nossas dores.» (Isaías 53:4)
Em Lucas 4:41, conforme os demônios eram expulsos, o povo gritava: "Você é o Filho de Deus!". Porém, Jesus os repreendeu e não permitiu que falassem, pois eles já sabiam que ele era o Cristo.